# Liste mexikanischer Auslandsvertretungen

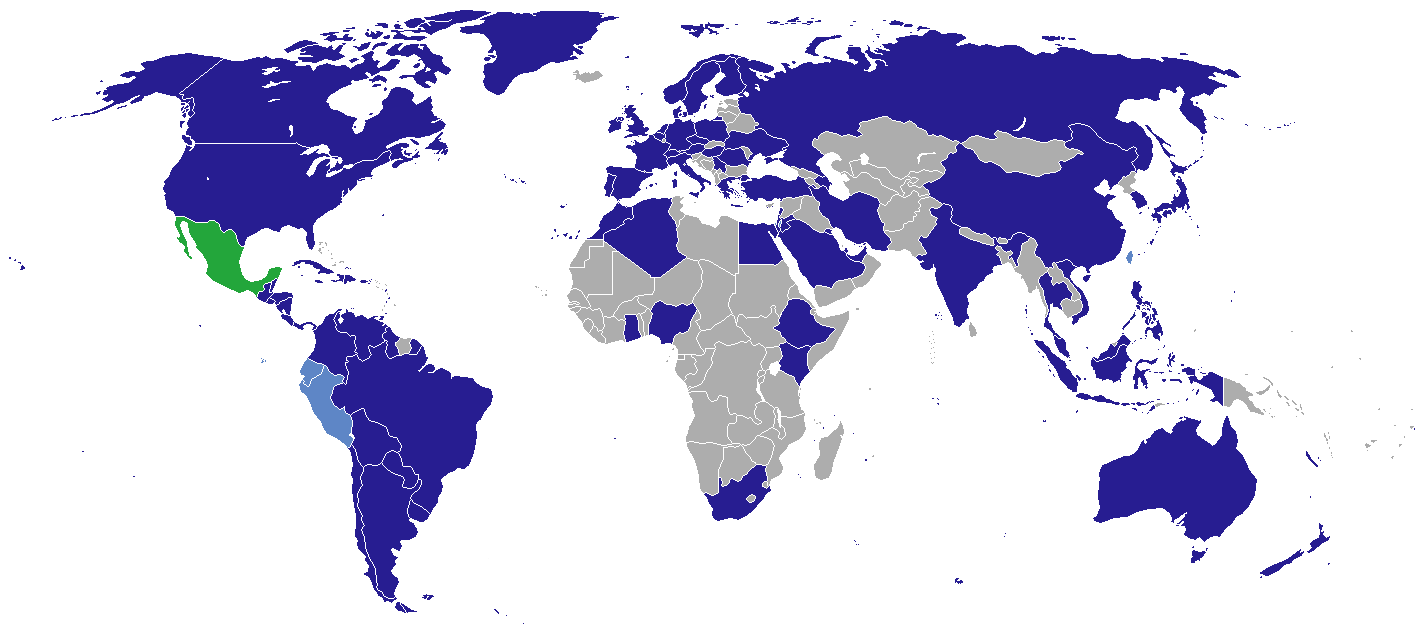
Karte der Länder mit mexikanischen Botschaften

Folgende Liste gibt Auskunft über alle Auslandsvertretungen Mexikos.

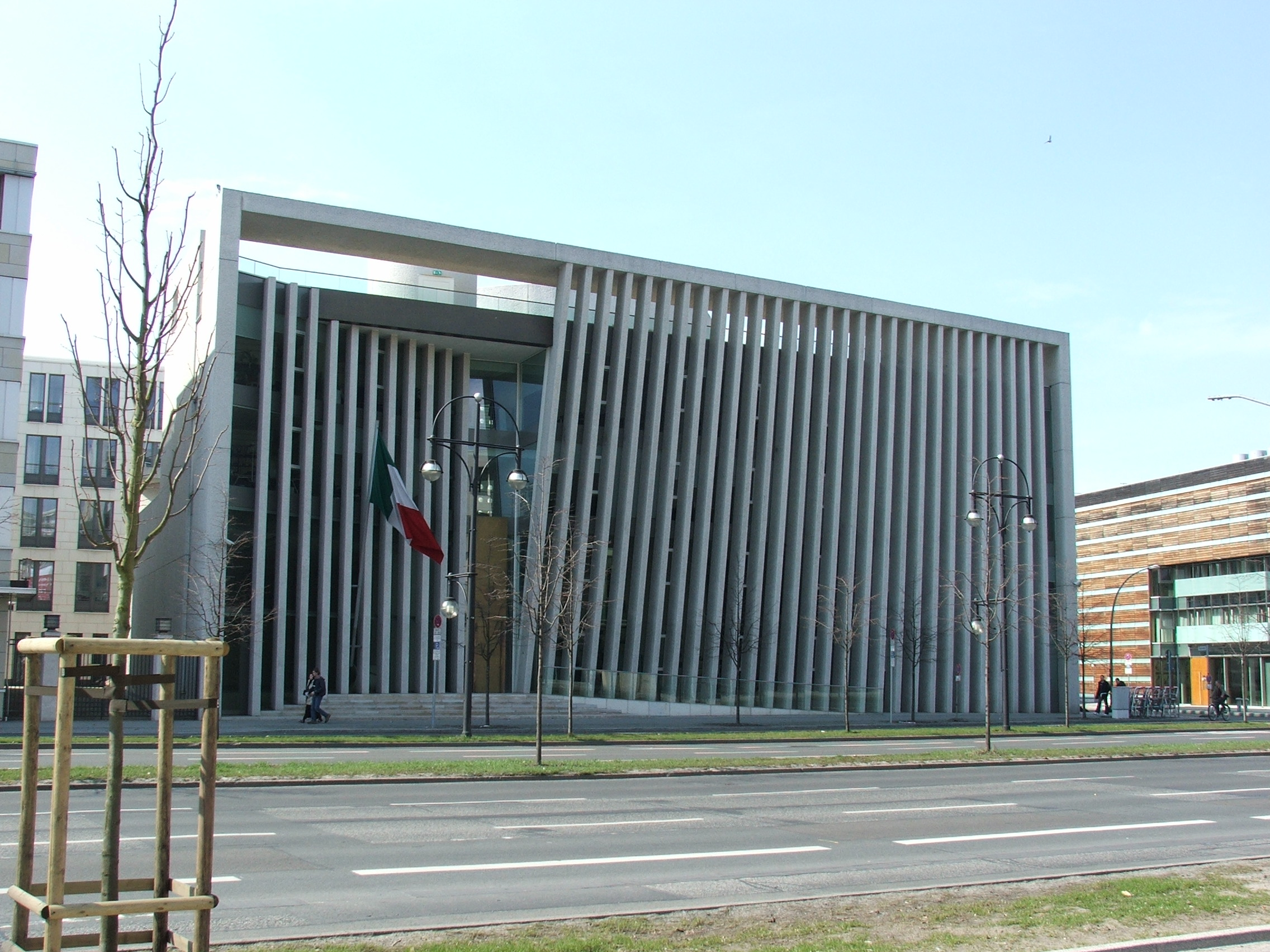
Botschaft von Mexiko in Berlin

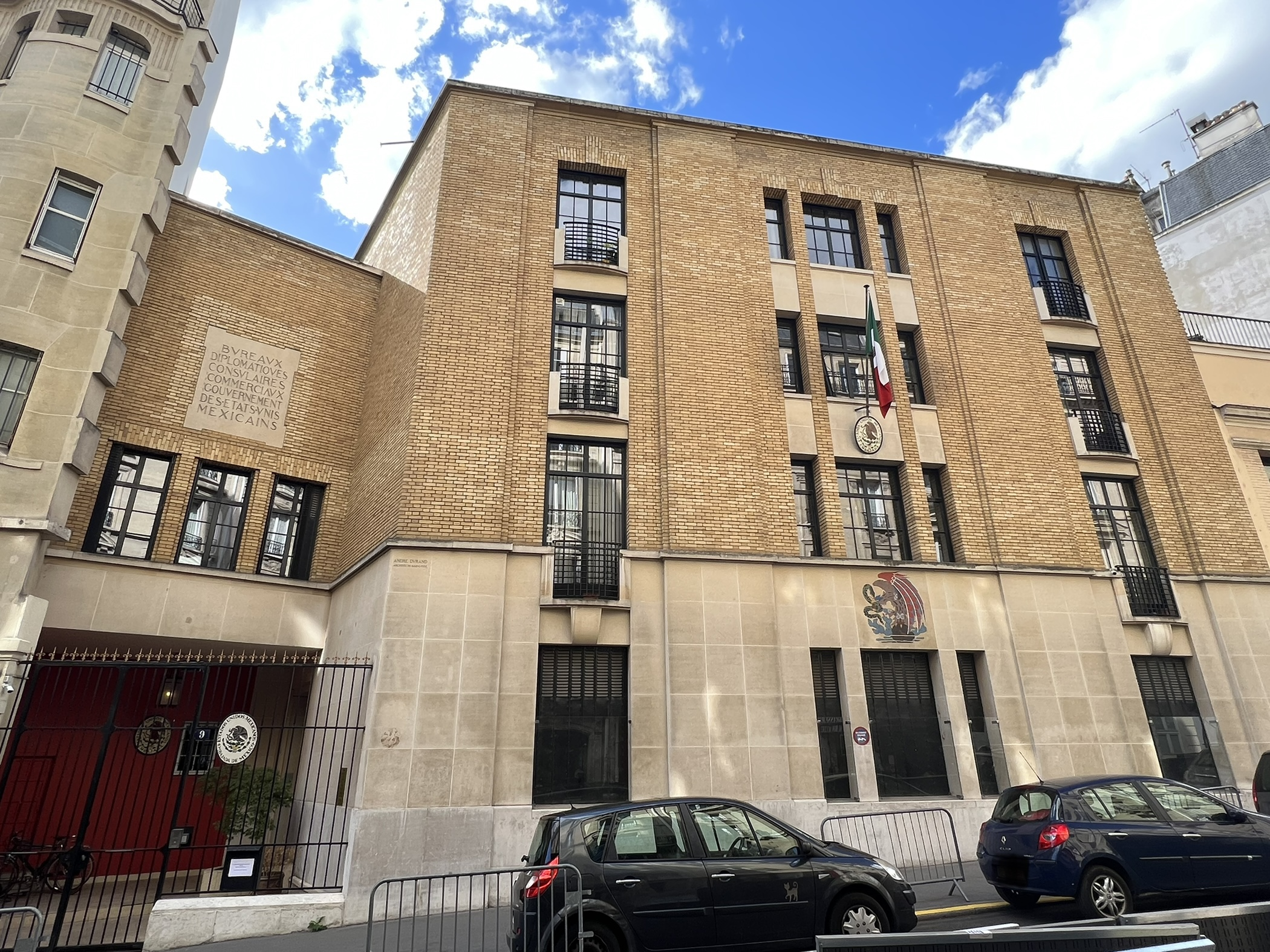
Botschaft von Mexiko in Paris

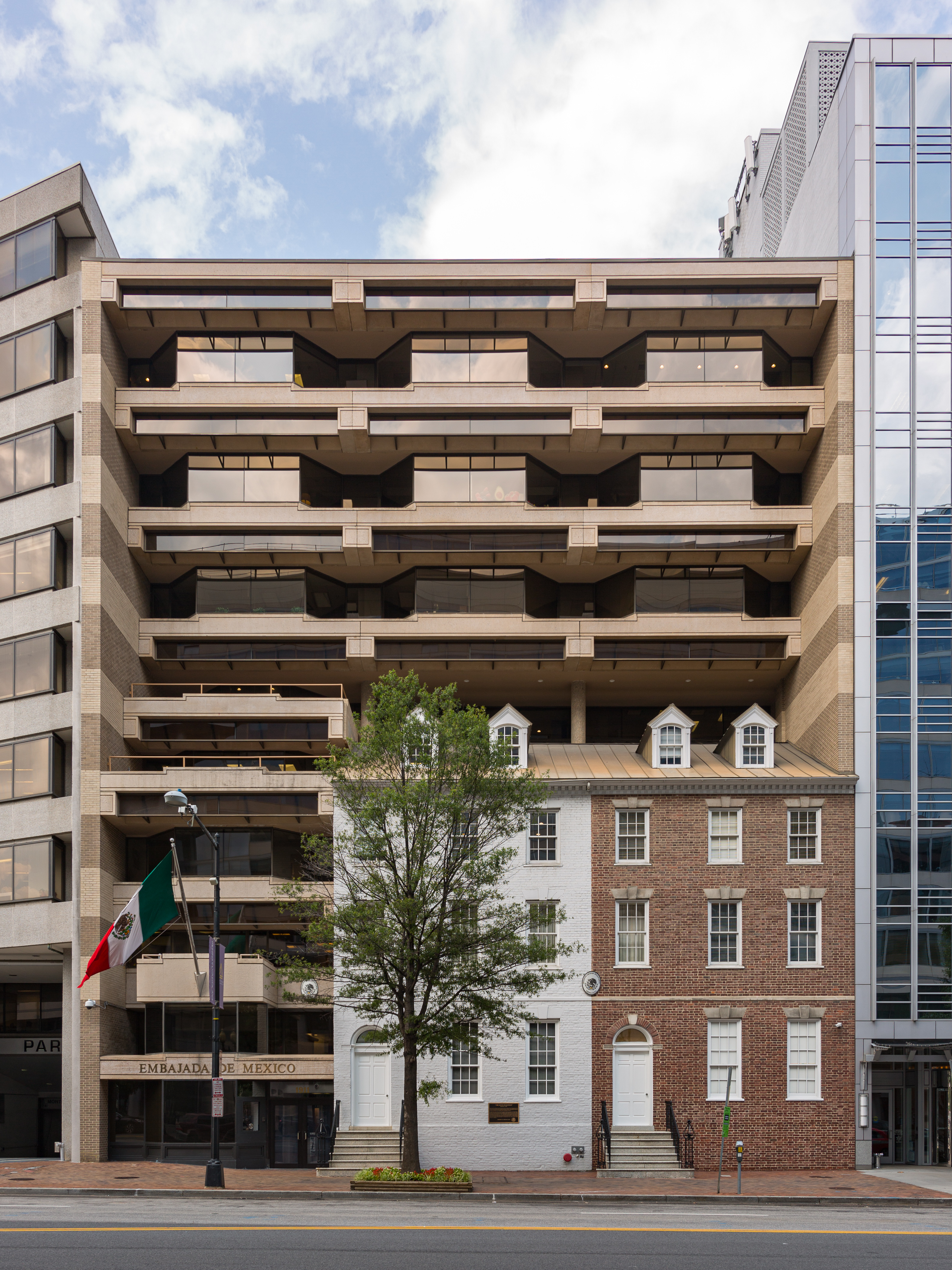
Botschaft von Mexiko in Washington, D.C.

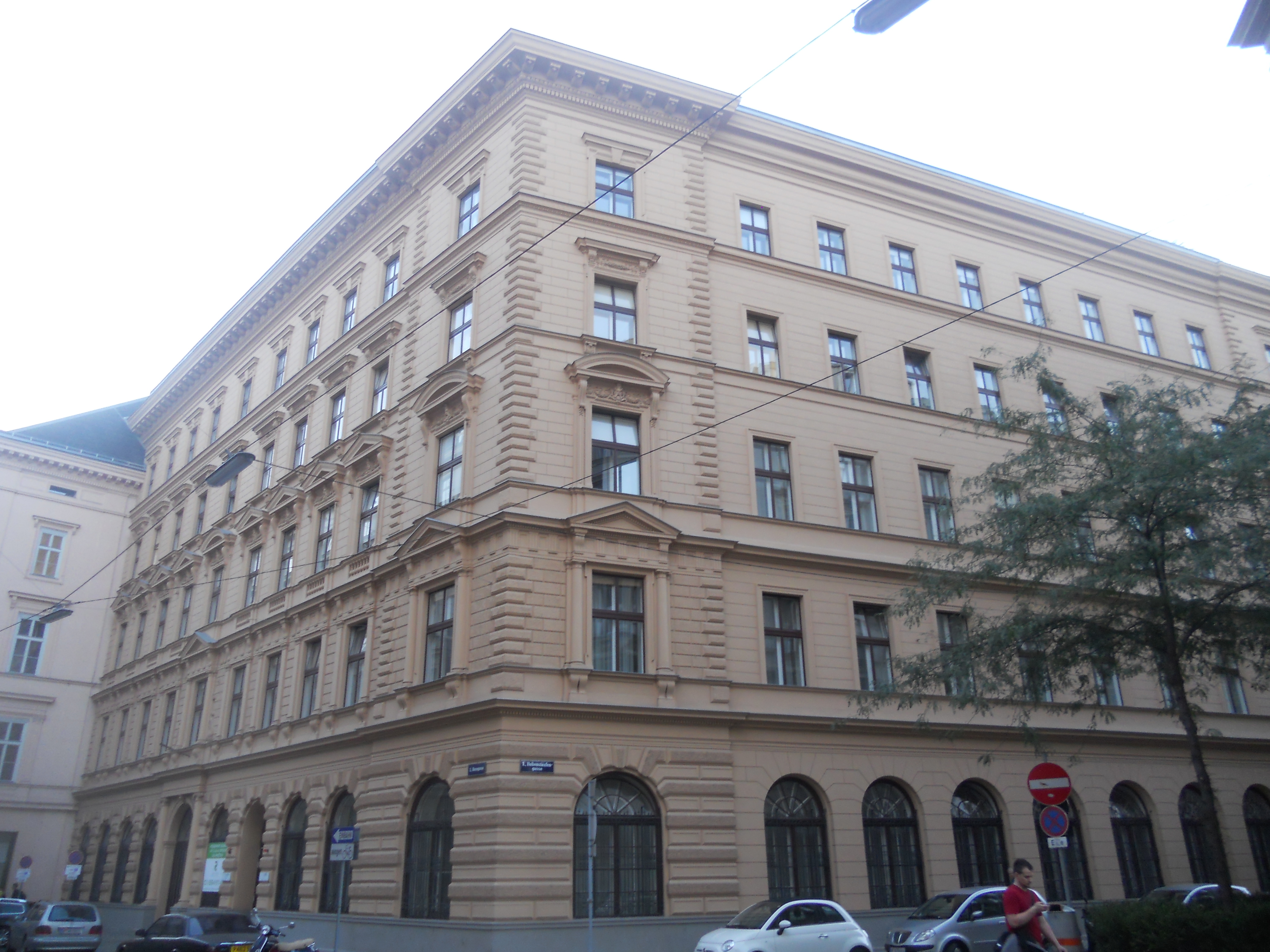
Botschaft von Mexiko in Wien

## Botschaften und Konsulate

### Afrika
| - Ägypten: Kairo, Botschaft - Algerien: Algier, Botschaft - Äthiopien: Addis Abeba, Botschaft - Ghana: Accra, Botschaft - Kenia: Nairobi, Botschaft - Marokko: Rabat, Botschaft - Nigeria: Abuja, Botschaft - Südafrika: Pretoria, Botschaft |

### Amerika
| - Argentinien: Buenos Aires, Botschaft - : Belmopan, Botschaft - : Belize City, Konsulat - Bolivien: La Paz, Botschaft - Brasilien: Brasília, Botschaft - Brasilien: Rio de Janeiro, Generalkonsulat - Brasilien: São Paulo, Generalkonsulat - Chile: Santiago de Chile, Botschaft - Costa Rica: San José, Botschaft - Dominikanische Republik: Santo Domingo, Botschaft - El Salvador: San Salvador, Botschaft - Guatemala: Guatemala, Botschaft - Guatemala: Flores, Konsulat - Guatemala: Quetzaltenango, Konsulat - Guatemala: Tecún Umán, Konsulat - Guyana: Georgetown, Botschaft - Haiti: Port-au-Prince, Botschaft - Honduras: Tegucigalpa, Botschaft - Honduras: San Pedro Sula, Konsulat - Jamaika: Kingston, Botschaft - Kanada: Ottawa, Botschaft - Kanada: Montreal, Generalkonsulat - Kanada: Toronto, Generalkonsulat - Kanada: Vancouver, Generalkonsulat - Kanada: Calgary, Botschaft - Kanada: Leamington, Konsulat - Kolumbien: Bogotá, Botschaft - Kuba: Havanna, Botschaft - Nicaragua: Managua, Botschaft - Panama: Panama, Botschaft - Paraguay: Asunción, Botschaft - Peru: Lima, Botschaft - St. Lucia: Castries, Botschaft - Trinidad und Tobago: Port of Spain, Botschaft - Uruguay: Montevideo, Botschaft - Venezuela: Caracas, Botschaft - Vereinigte Staaten: Washington, D.C., Botschaft - Vereinigte Staaten: Atlanta, Generalkonsulat - Vereinigte Staaten: Austin, Generalkonsulat - Vereinigte Staaten: Boston, Generalkonsulat - Vereinigte Staaten: Chicago, Generalkonsulat - Vereinigte Staaten: Dallas, Generalkonsulat - Vereinigte Staaten: Denver, Generalkonsulat - Vereinigte Staaten: El Paso, Generalkonsulat - Vereinigte Staaten: Houston, Generalkonsulat | - Vereinigte Staaten: Laredo, Generalkonsulat - Vereinigte Staaten: Los Angeles, Generalkonsulat - Vereinigte Staaten: Miami, Generalkonsulat - Vereinigte Staaten: New York City, Generalkonsulat - Vereinigte Staaten: Nogales, Generalkonsulat - Vereinigte Staaten: Phoenix, Generalkonsulat - Vereinigte Staaten: Raleigh, Generalkonsulat - Vereinigte Staaten: Sacramento, Generalkonsulat - Vereinigte Staaten: San Antonio, Generalkonsulat - Vereinigte Staaten: San Diego, Generalkonsulat - Vereinigte Staaten: San Francisco, Generalkonsulat - Vereinigte Staaten: San José, Generalkonsulat - Vereinigte Staaten: San Juan, Generalkonsulat - Vereinigte Staaten: Albuquerque, Konsulat - Vereinigte Staaten: Boise, Konsulat - Vereinigte Staaten: Brownsville, Konsulat - Vereinigte Staaten: Calexico, Konsulat - Vereinigte Staaten: Del Rio, Konsulat - Vereinigte Staaten: Detroit, Konsulat - Vereinigte Staaten: Douglas, Konsulat - Vereinigte Staaten: Eagle Pass, Konsulat - Vereinigte Staaten: Fresno, Konsulat - Vereinigte Staaten: Indianapolis, Konsulat - Vereinigte Staaten: Kansas City, Konsulat - Vereinigte Staaten: Las Vegas, Konsulat - Vereinigte Staaten: Little Rock, Konsulat - Vereinigte Staaten: McAllen, Konsulat - Vereinigte Staaten: Milwaukee, Konsulat - Vereinigte Staaten: New Brunswick, Konsulat - Vereinigte Staaten: New Orleans, Konsulat - Vereinigte Staaten: Oklahoma City, Konsulat - Vereinigte Staaten: Omaha, Konsulat - Vereinigte Staaten: Orlando, Konsulat - Vereinigte Staaten: Oxnard, Konsulat - Vereinigte Staaten: Philadelphia, Konsulat - Vereinigte Staaten: Portland, Konsulat - Vereinigte Staaten: Presidio, Konsulat - Vereinigte Staaten: Saint Paul, Konsulat - Vereinigte Staaten: Salt Lake City, Konsulat - Vereinigte Staaten: San Bernardino, Konsulat - Vereinigte Staaten: Santa Ana, Konsulat - Vereinigte Staaten: Seattle, Konsulat - Vereinigte Staaten: Tucson, Konsulat - Vereinigte Staaten: Yuma, Konsulat |

### Asien
| - Aserbaidschan: Baku, Botschaft - Volksrepublik China: Peking, Botschaft - China: Hongkong, Generalkonsulat - China: Kanton, Generalkonsulat - China: Shanghai, Generalkonsulat - Indien: New Delhi, Botschaft - Indien: Mumbai, Konsulat - Indonesien: Jakarta, Botschaft - Iran: Teheran, Botschaft - Israel: Tel Aviv, Botschaft - Japan: Tokyo, Botschaft - Jordanien: Amman, Botschaft - Katar: Doha, Botschaft - Kuwait: Kuwait, Botschaft | - Libanon: Beirut, Botschaft - Malaysia: Kuala Lumpur, Botschaft - Palästina: Ramallah, Verbindungsbüro - Philippinen: Manila, Botschaft - Saudi-Arabien: Riad, Botschaft - Singapur: Singapur, Botschaft - Südkorea: Seoul, Botschaft - Taiwan: Taipei, Verbindungsbüro - Thailand: Bangkok, Botschaft - Türkei: Ankara, Botschaft - Türkei: Istanbul, Konsulat - Vereinigte Arabische Emirate: Abu Dhabi, Botschaft - Vietnam: Hanoi, Botschaft |

### Europa
| - Belgien: Brüssel, Botschaft - Dänemark: Kopenhagen, Botschaft - Deutschland: Berlin, Botschaft - Deutschland: Frankfurt am Main, Konsulat - Finnland: Helsinki, Botschaft - Frankreich: Paris, Botschaft - Frankreich: Straßburg, Verbindungsbüro - Griechenland:Athen, Botschaft - Heiliger Stuhl (Vatikan): Rom, Botschaft - Irland: Dublin, Botschaft - Italien: Rom, Botschaft - Italien: Mailand, Generalkonsulat - Niederlande: Den Haag, Botschaft - Norwegen: Oslo, Botschaft | - Österreich: Wien, Botschaft - Polen: Warschau, Botschaft - Portugal: Lissabon, Botschaft - Rumänien: Bukarest, Botschaft - Russland: Moskau, Botschaft - Schweden: Stockholm, Botschaft - Schweiz: Bern, Botschaft - Serbien: Belgrad, Botschaft - Spanien: Madrid, Botschaft - Spanien: Barcelona, Konsulat - Tschechien: Prag, Botschaft - Ukraine: Kiew, Botschaft - Ungarn: Budapest, Botschaft - Vereinigtes Königreich: London, Botschaft |

### Ozeanien
- Australien: Canberra, Botschaft
- Neuseeland: Wellington, Botschaft

## Ständige Vertretungen bei internationalen Organisationen

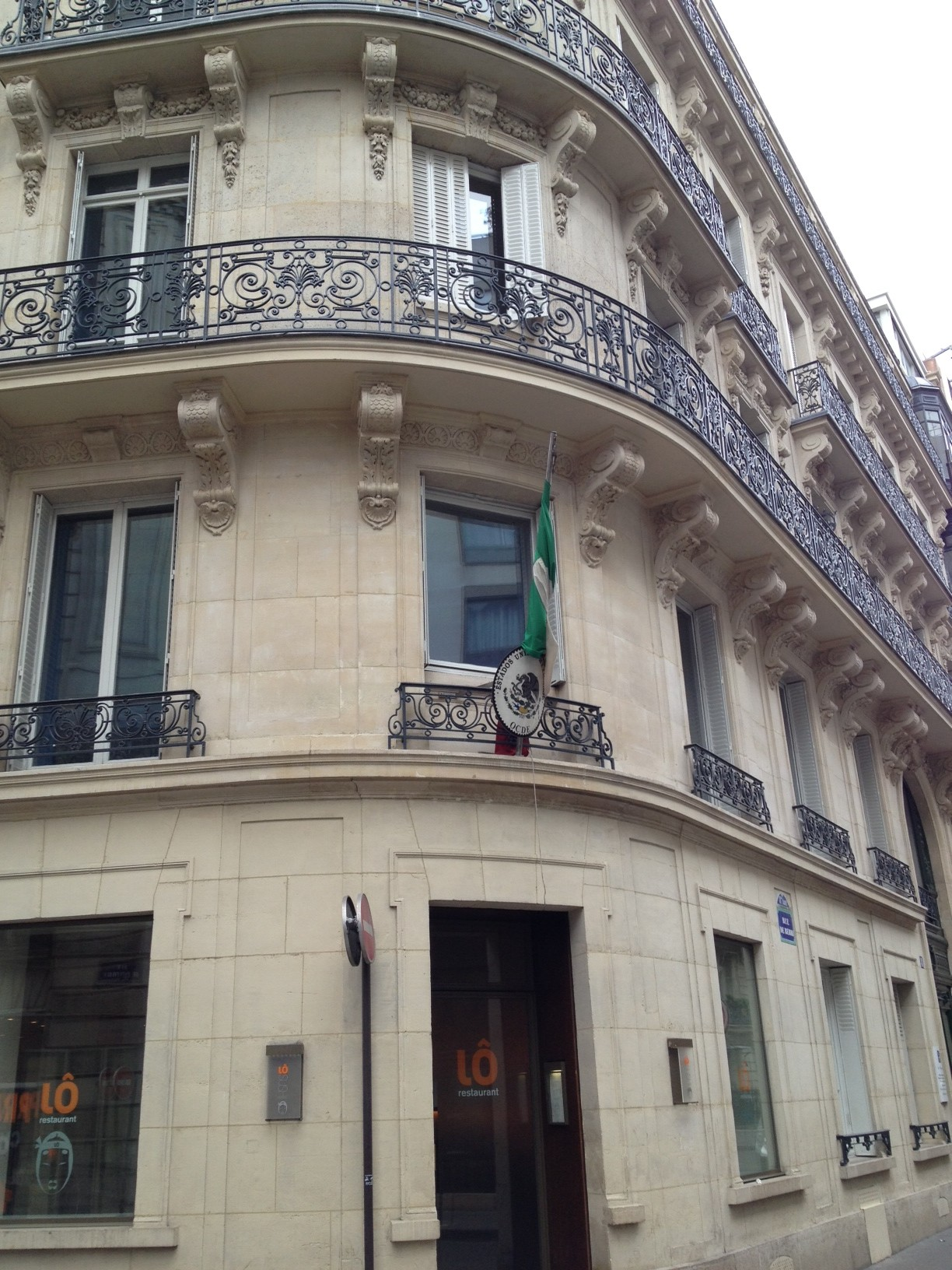
Ständige Vertretung der Mexiko bei der Organisation für wirtschaftliche Zusammenarbeit und Entwicklung (OECD) in Paris

- Europäische Union
  - Brüssel
- UNO und Unterorganisationen
  - New York
  - Genf
  - Wien
  - Rom
- OECD
  - Paris